# Pararhodia gyra
Pararhodia gyra är en fjärilsart som beskrevs av Rothschild och Jordan 1905. Pararhodia gyra ingår i släktet Pararhodia och familjen påfågelsspinnare. Inga underarter finns listade i Catalogue of Life.